# Црква Светог пророка Илије у Печењевцу
Црква Светог пророка Илије у Печењевцу, насељеном месту на територији града Лесковца, православни је храм који припада Епархији нишкој Српске православне цркве. Као једноставна базилика, саграђена је 1844. године, на месту на коме се раније налазила мала дрвена капела, а главни архитекта био је Андреја Дамјанов, један од најзначајнијих црквених градитеља Балкана 19. века.

## Историја
Црква Светог Илије саграђена је 1844. године, а главни архитекта био је Андреја Дамјановић. Саграђена је на месту на ком је претходно била мања дрвена капела, у време Турака. У градитељству Срба се у првој половини 19. века не осећа тежња ка националном или религиозном одређењу. Међутим, већ средином истог цека, када је кнез Милош Хатишерифом признат за наследног кнеза Србије, и када је држава добила извесну аутономију, јавила се потреба за обновом сакралних објеката у држави. Архитектура није настављена у дотадашњем стилу, са барокним и класицистичким елементима и схватањима, већ је приметна превага сложених облика и извесног нереда у компоновању и може се говорити о извесном романтичном духу. Године 1842. „сељани измолише ферман од цара турскога да могу своју стару дрвену капелу растурити и нову Цркву начинити, али ферман је гласио да цркву не проширују, већ да на старом темељу отпочну нову”. Црква је завршена 1844. године, на дан Светог Илије, коме је и посвећена, а осветио ју је нишки митрополит Јоаникије истог дана.
Од времена освећења па до 1890. године, црква је била парохијског типа, што значи да се у њој обављала служба за сељане из неколико околних села. До 1873. године, када је започето живописање цркве, њена унутрашњост била је окречена бело, док је црква споља била обојена у црно. Трагови црне боје још су понегде видљиви на фасади цркве.

## Архитектура и унутрашњост
Смештена на северним падинама брда Ваноса, својим положајем надвисује село и лако је уочљива из даљине. Има једноставну базиликанску основу, а шест масивних стубова дели њену унутрашњост на дванаест приближно једнаких травеја. Црква је дугачка 25,5 метара, а широка 12 метара. На западној страни налази се трем који је раније био отворен, а касније застакљен. Најпре је целокупни трем био затворен великим лучним прозорима, да би 60их година прошлог века прозор на северној страни био уклоњен, ради очувања живописа на западном зиду грађевине и у слепим калотама трема, а уместо њега је северна страна трема зазидана. Отворени трем је врло препознатљива категорија многих Дајановљевих грађевина и има их већина цркава које су грађене током 19. века. За разлику од других репрезентативнијих грађевина (саборне цркве у Нишу, Врању и Пироту), црква Светог Илије има трем скромних димензија и нешто нижи у односу на висину целокупне грађевине, који само са западне стране претходи улазу у централни простор светилишта. Такође, за разлику од наведених грађевина, она нема ни спратну галерију за жене изнад трема. Галерија овог типа може се срести у оближњој цркви Свете Тројице у Власотинцу, док обновљена црква Светих апостола у Турековцу има модификовану спратну конструкцију која се не протеже на целокупни простор изнад трема, цећ се у виду ложа налази на западној страни грађевине.
Године 2001. су на трему дозидане три куполе. Читава црква изграђена је од камена, а касније омалтерисана и окречена. Камен је врло квалитетно тесан и обрађиван тако да су малтерне спојнице врло танке, што је основна карактеритика архитектуре Андреје Дамјанова. Дебљина зидова износи 1,2 метара који су стабилни и почивају на сигурном фундусу.
Споља гледано, црква је врло масивна, северни и јужни зид цркве су врло једноставног изгледа без икаквих акцената на спољашњој декорацији. Изузетно су монохромни, а такозваној разуђености фасаде доприноси неколико прозорских отвора, тачније по четири на сваком зиду (и још три отвора на источној страни зида). Прозори су у односу на целокупну зидну масу врло мали, могло би се рећи занемарљиве величине, и потпуно су утонули у волумен зида. Сви су прозори једноделни и лучно завршени, осим оних на источном зиду цркве који имају изглед детелине са четири листа. Изнад сваког прозора смештен је по један мали вертикални усек. Због свих тих чинилаца унутрашњост цркве је веома мрачна, поготово због тога што не постоји ниједан други извор природног осветљења, јер у горњој конструкцији не постоје отвори који би обезбедили довољну количину дневног светла неопходног за осветљење и прегледност у цркви. Ово није случај само са овом црквом, недовољна осветљеност Дамјановљевих здања је редовна, јер је већина његових грађевина базиликанске основе, са слепим калотама у горњим конструкцијама.
Горња конструкција цркве је врло занимљиво решена. За разлику од већина грађевина које је тајфа Дамјановљева радила средином 19. века на територији Србије и Босне и Херцеговине, црква Светог Илије има решење горњег простора какво се среће још једино на цркви у Чајничу. У унутрашњости цркве налазе се шест стубова, сви изграђени од камена спојених танким слојем малтера. Иако су масивни са квадратним постаментима, довољно су високи да не изгледају здепасто и тешко. Међусобно су спојени луковима на којима почива читава кровна конструкција. Пошто је унутрашњост цркве издељена на 12 травеја приближно једнаких димензија, горња конструкција се, сходно томе, састоји од 12 слепих калота. Све калоте су плитке због овог оријенталног начина обликовања доприносе томе да читава грађевина пре има источњачки изглед унутрашњости него изглед грађевине српско-византијског типа. Том оријенталном изгледу доприноси и необична спратна конструкција на једном од стубова. Како црква, за разлику од већине грађевина које су Дамјанови подизали, нема спрат изнад улаза, у њој је тај недостатак решен тиме што се на једном од централног пара стубова налази необичан балкон до кога се стиже спиралним дрвеним степеницама. Оваква конструкција нетипична је за грађевине српско-византијског стила, па је њоме још више наглашен тај источњачки утицај.
Источни део цркве решен је врло скромно, али и занимљиво у односу на друге делове цркве. Црква има једну олтарску апсиду која је изнутра полукружна, а споља је седмострана. Лево и десно од олтарске апсиде, у унутрашњости цркве, две плитке полукружне нише усечене су у зидну масу. На северном зиду олтарског простора такође се налази још једна плитка полукружна ниша, док се на јужном зиду, на истом истом месту, налазе врата. Иначе, црква има двоја врата просечена на јужном зиду. Олтарска апсида је, за разлику од врло строгог изгледа осталих делова цркве, складна и скромно декорисана, а по узору на старије грчке базилике, декорацији је посвећена посебна пажња. На ивицама апсиде налазе се витке колонете, док су странице апсиде конкавног облика. Колонете се завршавају кровним венцем сачињеним од преломљених лукова. До данашњих дана су на апсиди очуване две скулптуралне представе фигуралног типа смештене на капитолима колонета. То су две животињске фигуре, стилизоване, тешко препознатљивих физиономија. Сматра се да их је било више, тачније на капителу сваке од колонета. Источни зид цркве има три нетипична прозорска отвора, један изнад саме олтарске апсиде, и два, нешто мањих димензија (реч је о отворима у облику детелине са четири листа), смештена лево и десно од олтарске апсиде. Горњи део апсиде је покривен ћерамидом. Иначе, читава црква је покривена црепом и има такозвани кров на две воде, док је трем наткривен трима одвојеним кровним конструкцијама, по једна изнад сваке слепе калоте.
Унутрашњост цркве осликана је живописом који је радио Марко Минојевић из Галичника између 1873. и 1876. године. Горњи делови фресака су и данас релативно очувани, док су доњи делови делимично страдали од влаге. Исти мајстор је радио и фреске у трему, али је због каснијег преграђивања и преправки део циклуса посвећеног Светом Илији, на источном делу зида трема, страдао. Живопис у слепим калотама је у добром стању. Осликавање отвореног трема није било често на грађевинама које су изводили Дамјанови у овом крају, нема га ни на оближњој турековачкој, а ни на старијој власотиначкој цркви. Чак се касније приступило (60их година прошлог века) застакљивању трема ради очувања живописа, чиме је доста поремећена првобитна архитектонска замисао пројектанта цркве.
На западном зиду цркве, тачније на самом порталу, смештена је пластична декорација. Дамјановљева тајфа била је чувена не само по техници квалитетног и прецизног тесања камена, већ и по изузетним декорацијама у камену. За разлику од веома скромних животињских фигура са олтарске апсиде, овде је њихово умеће у потпуности дошло до изражаја. Западни портал представља занимљиву комбинацију клесаног и сликаног украса. Лево и десно од самог улаза је по једна витка колонета са по једним витким орлом извијене главе уназад изнад капитела. На забату је клесана композиција коју чине две крилате аждаје повијених репова и извијених глава са флоралним мотивом (палмета) изнад њих. Изнад забата је у клесаном флоралном оквиру смештена икона Светог Илије. То није првобитна икона за коју се сматра да ју је урадио мајстор живописац из Галичника, већ стојећа фигура пророка Илије урађена на дрвету знатно касније. Сам улаз у цркву окружују сликани мотиви испреплетених лозица. Занимљиво је да је сав камени украс обојен (црвеном и златном бојом), међутим, потпуно је непознато кад је то учињено; да ли у време градње, када је и сам украс изведен, касније када је мајстор из Галичника радио живопис, или можда тек у скорије време када је на месту старе иконе Св. Илије смештена нова.

### Звоник
У непосредној близини цркве налази се троспратни звоник који је накнадно подигнут. По црквеном летопису, његово грађење датира из 1898. године. Хексагоналне је основе и у потпуности је изграђен од опеке. На свакој страни смешен је по један једноделни прозор, лучно засведен. Прозори у нижој зони су мањи, док су они на спратовима већи. Испод самог крова има на свакој страни по један крстообразни отвор. У периоду непосредно након изградње конак је имао три звона. Покривен је бакарним плочама. Мајстор по чијем је нацрту изграђен звоник није познат, али свакако није био један од вештијих, с обзиром да је звоник временом почео да се накривљује. Зато се, ради очувања комплетног здања, приступило реновирању 1995. године. У унутрашњости звоника стари и дотрајали дрвени стубови, на којима је почивала конструкција, замењени су новим, бетонским, чиме је заустављено даље нагињање и кривљење грађевине.

### Конак
Године 1911. одобрено је подизање новог конака у близини цркве, за чију је градњу коришћен новац из фонда саме цркве. У време одобравања пројекта, северно од цркве налазио се стари конак, који данас не постоји. Када је подигнут тај стари конак није познато. Његово најраније помињање датира из првих година 20. века, када се у истом одржавала настава за ђаке из оближњих села. По нацрту из 1912. године, зна се да је конак био зграда подужног типа са тремом на својој јужној страни. Нови конак је требало да буде изграђен западно од цркве, на косини брда у коју га је требало усећи, међутим, до градње није дошло, а разлози за то су непознати. Пројекат архитекте Јована П. Зринића показује да је конак требало да буде двоспратна грађевина, такође са отвореним тремом испред.

## Галерија
- Поглед на брдо на коме се налази црква
- Црква Светог Илије
- Црква Светог Илије
- Звоник цркве
- Обавештење на улазу у цркву
- Свети Илија